# Udmurtija
Udmurtija (ruski i udmurtski: Удмуртия) je republika u Ruskoj Federaciji smještana u porječju rijeke Volge u kojoj živi oko 1,5 mil. stanovnika na površini od 42.100 km². Glavni i najveći grad je Iževsk. Drugi veći gradovi su Sarapul, Votkinsk i Glazov. Predsjednik republike bio je 2006. Aleksandr Aleksandrovič Volkov. Većinsko stanovništvo čine Rusi, dok su Udmurti druga grupa po brojnosti. Ruski i udmurtski jezik službeni su jezici. 